# 東岡崎駅前通り

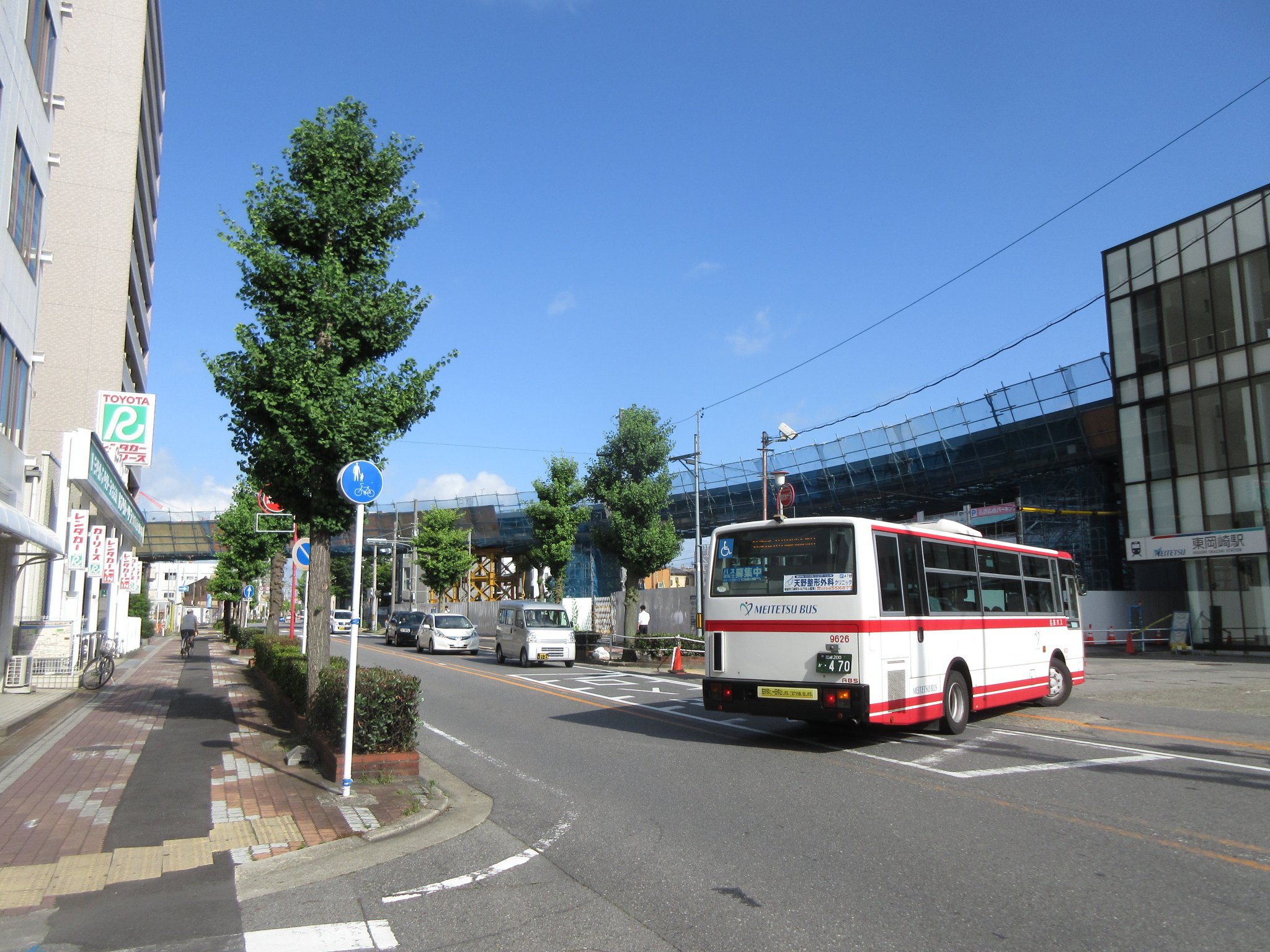
駅の北口

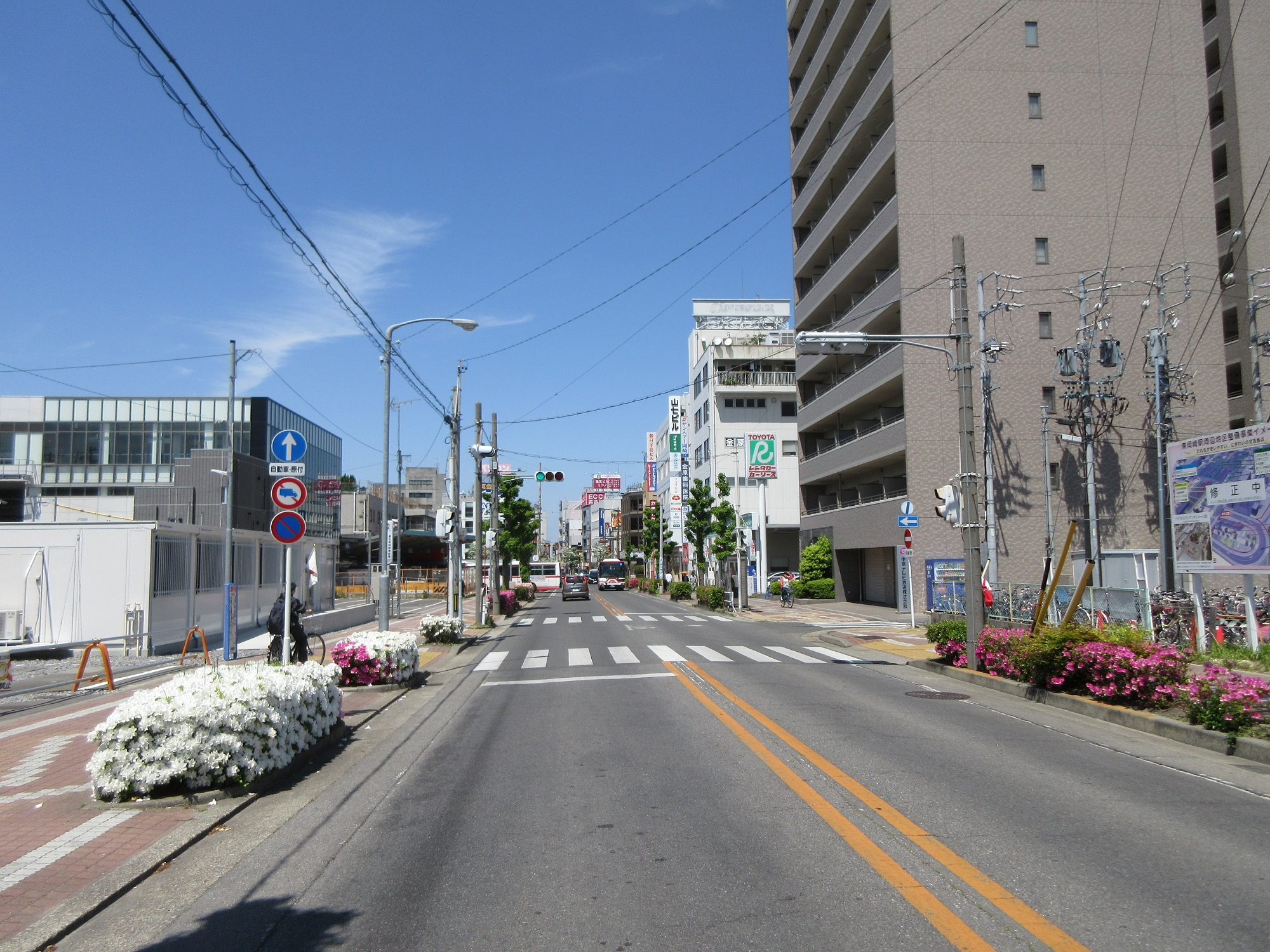
閉店したユニー東岡崎店の跡地に建てられた賃貸マンション。ペデストリアンデッキが建設される前（2017年5月撮影）。

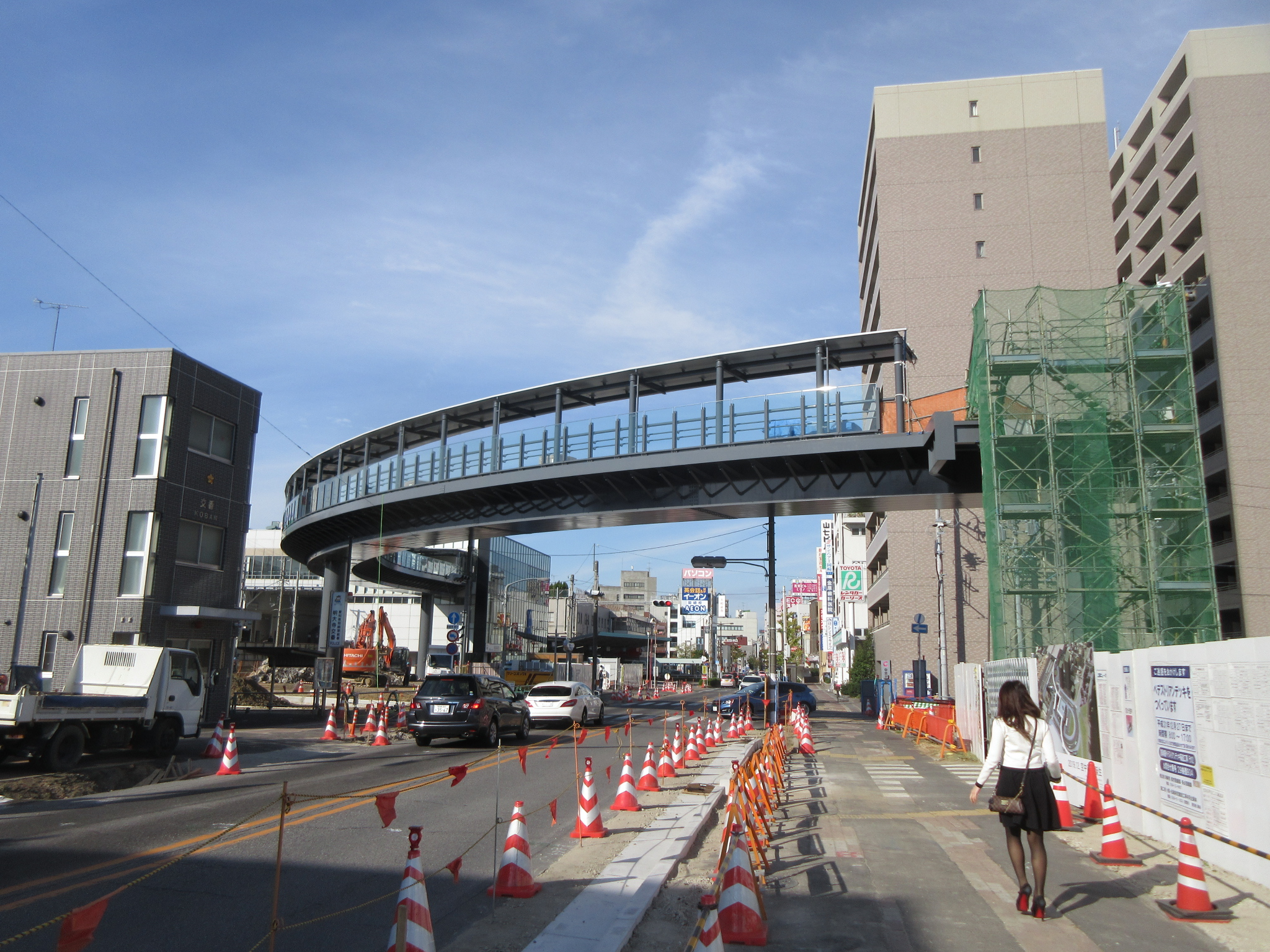
東岡崎駅東改札口と明大寺交通広場をつなぐペデストリアンデッキ（2018年11月撮影）。

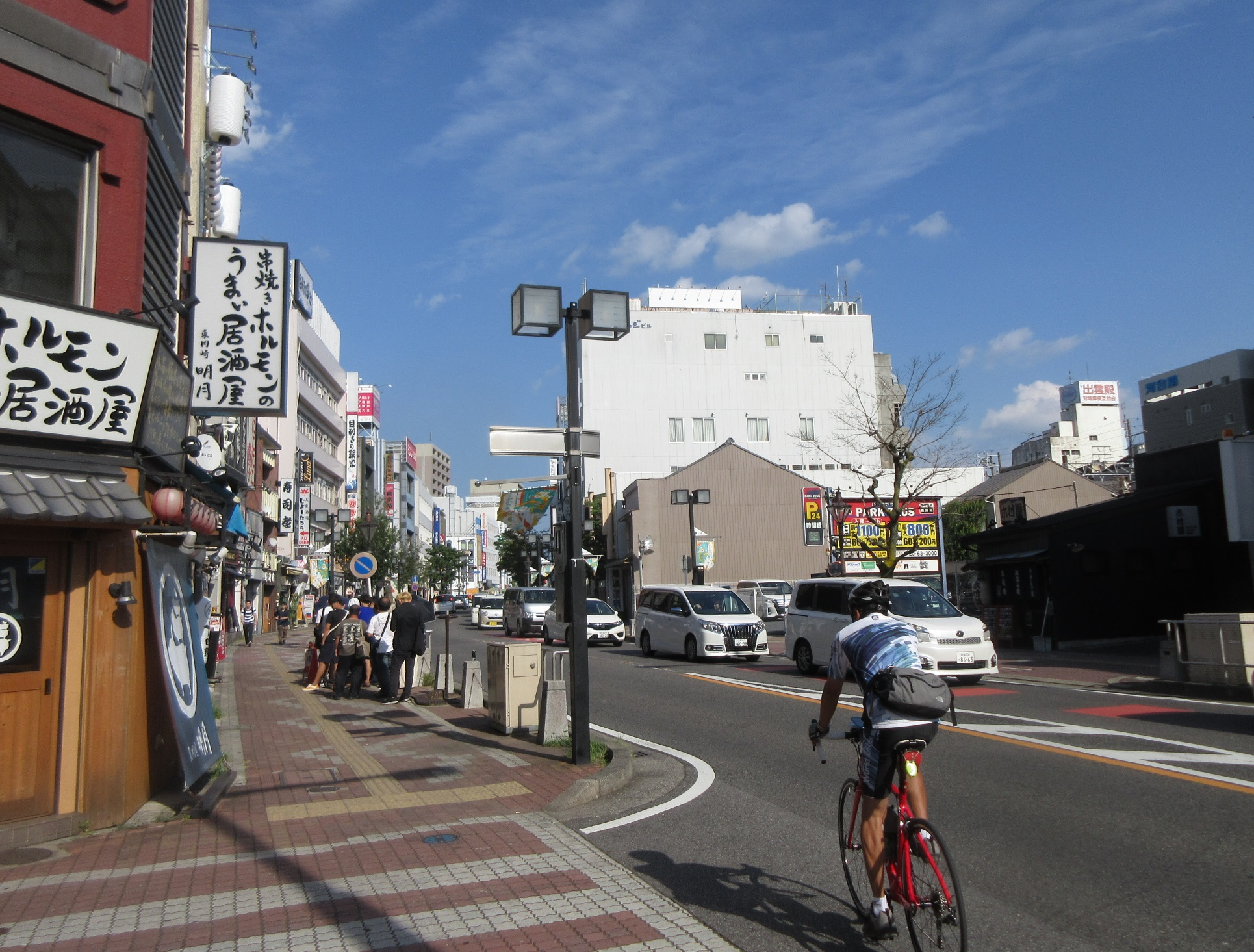
駅の西側

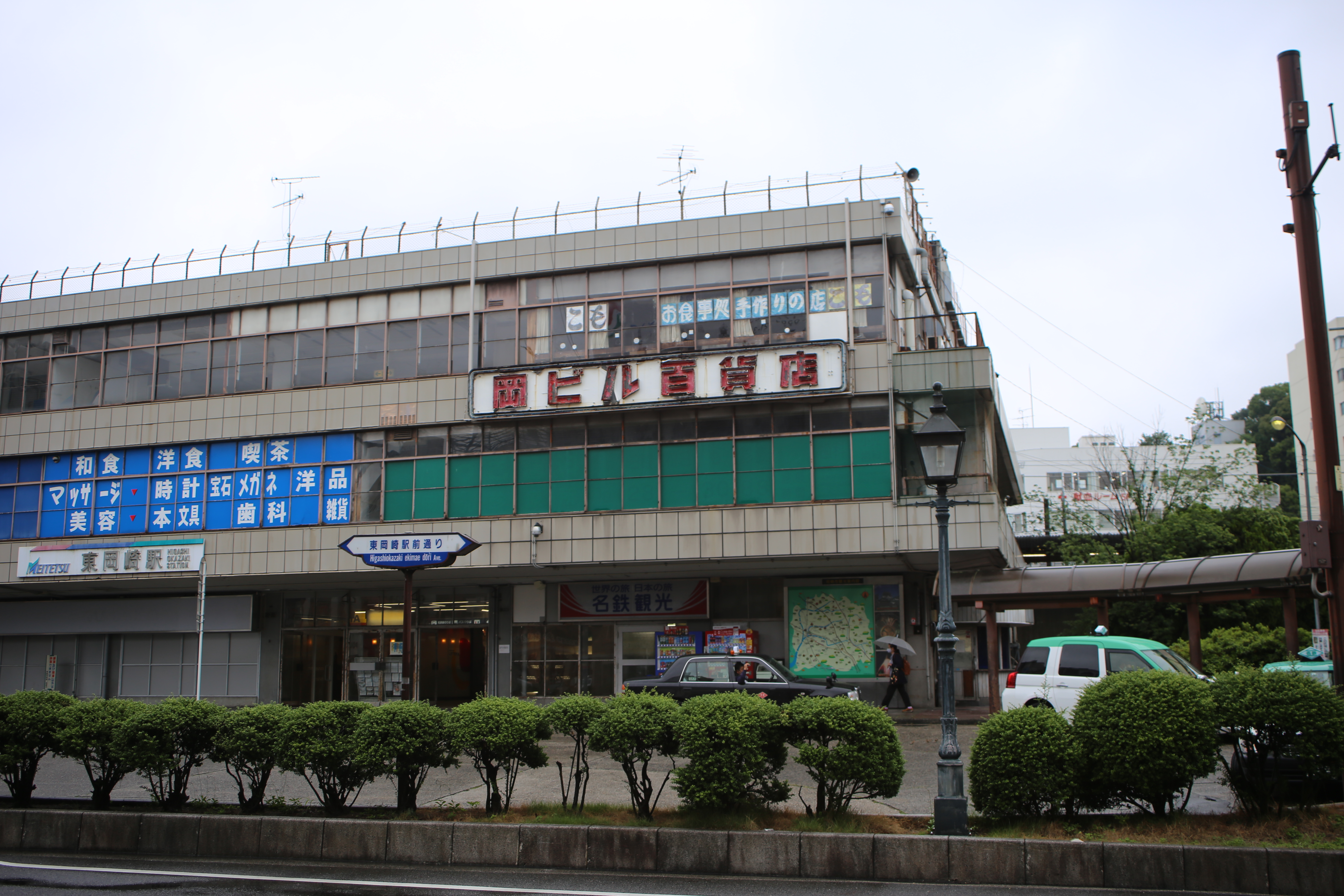
閉店した岡ビル百貨店付近の「東岡崎駅前通り」道路の通称名の標識

東岡崎駅前通り（ひがしおかざきえきまえどおり）とは、愛知県岡崎市にある名鉄名古屋本線東岡崎駅前を通る道路の通称名である。

## 概要
吹矢町交差点から明大寺本町交差点までの総延長約700メートルの区間を指す。うち東岡崎駅前交差点から明大寺本町交差点までの区間は愛知県道477号東大見岡崎線に指定されている。また、吹矢町交差点から東は「竜美丘会館通り」、明大寺本町交差点から西は「六名通り」の通称がある。
2005年（平成17年）2月20日、ユニー東岡崎店が閉店。2006年（平成18年）9月、取り壊し後の跡地に15階建ての賃貸マンションが建てられた。
現在、東岡崎駅東改札口から北東方面に向かってペデストリアンデッキが建設中である。上明大寺町2丁目14番地の土地では「北東街区有効活用事業」が進んでおり、2019年（令和元年）中に複合施設、ビジネスホテル、立体駐車場、駐輪場、明代橋公園などが整備される予定。

## 交通規制
- 全線にわたり大型貨物自動車等通行止め。
- 最高速度40km/時、追越しのための右側部分はみ出し通行禁止、駐車禁止（とくに駅前エリアは駐車監視員の活動重点地区。詳細は駐車監視員ガイドラインを確認のこと）。
- 重要なバス路線であり、名鉄バスターミナル前は停止禁止部分である。
- 例年8月初旬の岡崎観光夏まつり花火大会では自動車・原付の流入規制が敷かれ、時間帯ごとに異なるが、概ね吹矢町交差点を境に一定時間車両通行止めになる。
- 東岡崎駅前交差点西側の横断歩道は、待ち時間の秒数を表示する歩行者用信号機が設置されている。

## 接続する路線
- 竜美丘会館通り（岡崎市：吹矢町交差点）
- 愛知県道477号東大見岡崎線（岡崎市：東岡崎駅前交差点から明大寺本町交差点） 重複区間
- 電車通り：愛知県道483号岡崎幸田線（岡崎市：明大寺本町交差点）
- 六名通り：愛知県道293号桜井岡崎線（岡崎市：明大寺本町交差点）

## 通り沿いの施設
- オト リバーサイドテラス
- 中京テレビ放送岡崎支局
- 六所神社参道
- 名鉄名古屋本線 東岡崎駅
  - 岡ビル百貨店
- みずほ銀行岡崎支店
- 大和証券岡崎支店